# هجوم درعا (فبراير–مايو 2014)
كان هجوم درعا 2014 (المعروف أيضًا باسم معركة جنيف حوران) حملة خلال الحرب الأهلية السورية التي شنتها قوات المتمردين، بما في ذلك الجيش السوري الحر و‌الجبهة الإسلامية و‌جبهة النصرة، لدحر القوات الحكومية في محافظة درعا و‌محافظة القنيطرة، و‌محافظة السويداء، في جنوب غرب سوريا، وبالتالي فتح الطريق إلى دمشق.
وبدأ الهجوم في 3 فبراير 2014 وأعلن بعد اجتماع بين كتائب الجيش الحر والفصائل الإسلامية التي أنشأت غرفة عمليات مشتركة. وأفيد أيضًا بأن غرف عمليات الجيش السوري الحر في درعا ودمشق والقنيطرة قد أدرجت في غرفة العمليات المشتركة هذه أيضًا. وذكر قادة المتمردين المحليين أن آلاف المتمردين الذين تلقوا تدريبًا عسكريًا غربيًا سيشاركون في هجوم درعا. وكانت دول الخليج العربي قد وعدت بإرسال المتمردين في درعا كميات كبيرة من الأسلحة، بما في ذلك أسلحة مضادة للدبابات وصواريخ جو.

## الهجوم

### بداية الهجوم، هجوم مضاد للجيش والجمود
في الأيام الأولى من الهجوم، أفادت الأنباء بأن المتمردين استولوا على حاجز عتمان في درعا، ودمروا نقطة تفتيش أخرى، واستولوا على مواقع للجيش حول بلدة عتمان.
في 14 فبراير أعلنت 49 جماعة متمردة تابعة للجيش السوري الحر أنها توحدت تحت كيان مسلح يدعى الجبهة الجنوبية. وفي اليوم نفسه، قتلت سيارة مفخخة ما لا يقل عن 33 شخصا (من بينهم 12 مقاتلا متمردين) في قرية اليادودة التي يسيطر عليها المتمردون. اتهم نشطاء الحكومة السورية بأن تكون وراء الهجوم. وأفادت التقارير أيضا أن 22 شخصا (من بينهم 19 مدنيا) قتلوا جراء غارات جوية على المناطق التي يسيطر عليها المتمردون في محافظة درعا.
في 16 فبراير، فصل العميد سليم إدريس وحل محله العميد عبد الإله البشير رئيسًا لأركان الجيش الحر. وفي اليوم نفسه، استولى المتمردون على حاجز للجيش في قرية الغارية الغربية، لكنه خسره في اليوم التالي.
في 18 فبراير المتمردين من بلدة بصر الحرير، في الجزء الشرقي من محافظة درعا هاجمت واستولت على ثكنة عسكرية تعرف باسم كتيبة للمواد الكيميائية أو كتيبة الكيمياء، غرب قرية الدويرة، ولكن الجيش السوري استعادها بعد ساعات. وخلال القتال، قتل أو جرح 22 جنديًا وعشرات المتمردين. وبالاشتراك مع الهجوم على هذا الموقع، هاجم المتمردون مدينة بصرة الشام بالقرب من حدود درعا مع جنوب غرب محافظة السويداء. ومع ذلك، تمكنت القوات الحكومية من صد الهجوم. من جانبه، شن الجيش هجوما مفاجئا خلال فترة الصباح باستخدام الدبابات والضربات الجوية ضد قرى الحجة، الدواية الكبرى، الصغرى، بئر عجم والبريقة في الأجزاء الوسطى والجنوبية من القنيطرة.
في 19 فبراير، شنت القوات الجوية السورية غارات جوية كثيفة على مواقع المتمردين في محافظة درعا، حيث كان المقاتلين يستعدون لدفع كبير نحو دمشق في الأيام التالية.
في 22 فبراير، وفقًا لمصدر عسكري، استولت القوات الحكومية على منطقتي رسم الهور ورسم السد، جنوب مدينة القنيطرة. وأكد المرصد السوري لحقوق الإنسان أن القوات كانت في الهجوم، كما شاركت القوات الجوية في الهجوم.
في 23 فبراير، أعلنت تسع مجموعات متمردة (من بينها جبهة النصرة وأحرار الشام) بدء معركة جديدة تركز على ثماني مناطق عسكرية تابعة للواء 61 في ريف درعا الغربي.
في ليلة 25 فبراير، حاول المتمردون، بقيادة جبهة النصرة، الاستيلاء على منشأة تل الجابية العسكرية، التي أفادت التقارير أنها تحتوي على أسلحة كيميائية. وحذر القادة العسكريون الدوليون المقيمون في الأردن المتمردين من ترك الأسلحة وحدها وتسليمها لهم في حال استيلاءهم على مجمع المخبأ أو شن ضربة جوية إسرائيلية على الموقع. وافق المتمردون. ومع ذلك، في اليوم التالي، ما زال المتمردون يسعون للسيطرة على تل الجابية. وقد أوقف مركز القيادة في عمان جميع إمدادات الأسلحة إلى القوات المهاجمة، على ما يبدو في محاولة ناجحة لتأخير تقدمها على المخبأ. وبدون إمدادات، اضطر المتمردون إلى تدعيم مواقعهم حول القاعدة وعدم السعي إلى القبض عليها. على مدى اليومين القادمين، وصلت التعزيزات الحكومية وبحلول 1 مارس تمكن الجيش من رد المتمردين.
في 26 فبراير، حاول الجيش السوري التقدم باتجاه بلدتي إنخل ونوى وعزز مواقعهما إلى الجنوب من قرية النعيمة في اليوم التالي، في حين شدد المتمردون الحصار الذي فرضوه على نقاط التفتيش التابعة للجيش في المنطقة، في محاولة لمنع التعزيزات من الوصول إلى القوات الحكومية.
في 11 مارس، أجرت القوات الجوية السورية سبع غارات جوية على المناطق التي يسيطر عليها المتمردون في جنوب محافظة درعا، في حين تعرضت منطقة درعا البلد للقصف من قبل الكتيبة 285.
في 19 مارس، سيطر المتمردون على سجن غرز المركزي في محافظة درعا بعد أن تراجع الجيش السوري باتجاه صوامع الحبوب. وذكر أحد مصادر المعارضة أنه تم الإفراج عن 294 سجينًا. وذكرت مصادر أخرى أنه تم إطلاق سراح ما يتراوح بين 300 و400 سجين وزعم أن المتمردين استولوا على أراضي تدريب المركبات إلى الجنوب من السجن و «منشأة سرية». بعد القبض على السجن، تحولت جبهة القتال نحو الصوامع في محاولة من المتمردين للسيطرة عليها.
حتى 20 مارس، لم يتمكن المتمردون في درعا من التقدم شمالًا على خط المدن التي تسيطر عليها الحكومة في نوى والشيخ مسكين وإزرع. كما استولى الجيش على مواقع دفاعية، لكنه لم يتمكن من مهاجمة هذه المواقع. وبصفة عامة، نشأت حالة من الجمود. وقد قيل إن السبب الرئيسي لعدم تقدم المتمردين هو عدم وصول أي أسلحة جديدة عبر الحدود من الأردن.
في 21 مارس، استولى المتمردون على صوامع الحبوب ومحطة غاز الغرز الواقعة بالقرب من سجن غرز بدرعا. كما ادعى المتمردون أنهم استولوا على مركبات مدرعة بعد القتال. بعد الاستيلاء على الصوامع، اندلعت اشتباكات عنيفة على محيط حاجز قصاد العسكري، في حين قصفت القوات الجوية السورية منطقة الغرز. وأفادت المنظمة السورية لحقوق الإنسان بنهاية اليوم أن المتمردين أخذوا أيضًا حاجز قصاد العسكري.

### تجدد تقدم المتمردين والتوتر بين الجيش الحر والنصرة
في 7 أبريل، استولى المتمردون على أحد التلال العسكرية التوأم في التلول الحمور في محافظة القنيطرة بعد محاصرته لعدة أسابيع.
وفي 14 أبريل، تقدم المتمردون نحو تل الجابية، وهي واحدة من عدة مقرات تابعة لقاعدة لواء 61، وهي القاعدة الرئيسية التي تحمي القاعدة من الغرب، بعد أن استولت على عدة مخابئ في جميع أنحاء المنطقة في وقت سابق من العام. وبحلول 24 أبريل، استولى المتمردون على تل التل الجبية وقرية السكرية بالقرب من نوى. واستولى المتمردون على دبابتين ومخبأين كبيرين من الأسلحة. وتفيد التقارير بأن الجيش تراجع إلى قاعدة قريبة بعد أن خسر التل. وفي اليوم التالي قام الجيش بمحاولة استعادة التل التي لم تنجح. قتل 49 متمردًا و62 مقاتلًا حكوميًا خلال يومين من القتال من أجل التل. في 26 أبريل، أفيد بأن الجيش بدأ يتراجع عن المناطق المحيطة بتل الجابية، بينما كان المتمردون يركزون على التقاط تل الجموع، على بعد خمسة كيلومترات من تل الجابية، في محاولة لربط أراضيها في درعا بأراضي المتمردين في محافظة القنيطرة. وفي وقت لاحق من ذلك اليوم، استولى المتمردون على اللواء 61 ونقطة تفتيش تايروز بالقرب من نوى.
في 27 أبريل، أفيد بأن المتمردين سيطروا على أجزاء كبيرة من المنطقة الاستراتيجية في تل الأحمر الشرقي. وأفادت التقارير لاحقًا بأن المتمردين استولوا بشكل كامل على تل الأحمر الشرقي، في حين استولى الجيش على تل براق، بالقرب من مسحرة، دون أي مقاومة، في 29.
في 1 مايو، أفيد بأن المتمردين استولوا على 508 كتيبة مضادة للدبابات، وقرية الطيرة وتل عشترة. وفي اليوم نفسه، أنشئت جبهة ثوار جنوب سوريا التابعة للجيش السوري الحر، التي تتألف من حوالي 20 جماعة متمردة. وبعد ثلاثة أيام، اعتقلت جبهة النصرة عدة قادة متمردين ينتمون إلى هذه الجبهة (بما في ذلك القائد: العقيد أحمد النعمة). أثار هذا الحادث التوتر في درعا، مع بعض المتمردين المعتدلين يقولون إنهم سيهاجمون جبهة النصرة إذا لم يتم الإفراج عن القادة من الاحتجاز. وقد تم تشكيل لجنة وساطة للتعامل مع القضية، تضم شخصيات بارزة من كلا الجانبين، فضلًا عن شيوخ القبائل. أجبر العقيد أحمد النعمة على الاعتراف على شريط الفيديو بعد أربعة أيام من الاحتجاز.
في 5 مايو، أعلن المتمردون عن بدء هجوم جديد أطلق عليه اسم «الله أكبر» بهدف الاستيلاء على تل مطوق الكبير وتل مطوق الصغير ومنطقة خربة فادي على محيط مدينة إنخيل اندلعت اشتباكات عنيفة على محيط هذه التلال والتقسيم 115، مما أدى إلى إصابات من الجانبين وتلفت شسو-23-4 «شيلكا». تم القبض على كل من التلال بعد ثلاثة أيام من القتال. كما أفادت التقارير أن سبعة متمردين قتلوا بسبب انفجار خط أنابيب بين نصيب ومنطقة غرز، وأن أحد قادة المتمردين الذين تم اعتقالهم سابقًا أطلق سراحه من قبل جبهة النصرة.
في 6 مايو، أسر المتمردون العقيد السوري محمد حسن كنعان على الطريق السريع بين دمشق ودرعا. كان كنعان واحدًا من الـ24 شخصًا الذين رشحوا أنفسهم للوقوف في الانتخابات الرئاسية في 3 يونيو. كما أفيد بأن أميرا في جبهة النصرة وزوجته اغتيلوا بسيارة مفخخة.
في 8 مايو، شن المتمردون عملية عسكرية ضد القحطانية، الحميدية، معبر القنيطرة، حاجز الروادي في محافظة القنيطرة. أطلق الجيش هجومًا مضادًا بعد أن استولى المتمردون على قرية القحطانية.
في 15 مايو، قام المتمردون بتفجير «قنبلة نفق» في حي المنشية في مدينة درعا بعد إعلان هجوم جديد.

### الهجوم المضاد الجديد للجيش
في 16 مايو، شن الجيش هجومًا مضادًا، وأطلق 100 صاروخ، وقام بتنفيذ 15 غارة جوية على نوى. وكان تركيز الهجوم الحكومي على مدينة نوى، وإنخل، وجاسم، ودرعا. وفي اليوم التالي، استعاد الجيش تل الجابية. وكان الجيش يحاول أيضًا التقدم باتجاه تل الأحمر الغربي والشرقي في محاولة لمنع المتمردين من التقدم نحو القنيطرة. كما تم التوصل إلى اتفاق تم بموجبه منح 2000 من المتمردين ممر آمن للإخلاء من جاسم التي تطل على جنوب درعا. ومن المقرر أن تنتهي الصفقة في غضون 48 ساعة. وفي اليوم نفسه، ذكرت وكالة أنباء فارس الإيرانية أن القوات الحكومية استولت على أم العوسج، وفتحت الطريق الذي يربط بين الصنمين وزمرين وتل الحارة.
في 19 مايو، ذكرت وكالة أنباء فارس أن القوات الحكومية استعادت مقر الكتيبة 74. وفي اليوم التالي، ادعت الوكالة أيضًا أن القوات الحكومية تمكنت من السيطرة الكاملة على منطقة حي سجنة القديم في درعا البلد وأكملت تطويق نوى، حيث استولى الجيش على الحي الشرقي وكان يتحرك نحو المستشفى الوطني في الجانب الشمالي الغربي من المدينة. وفي اليوم نفسه، قام المتمردون بتفجير مبنى تستخدمه القوات الحكومية، مما أسفر عن مقتل العشرات.
في 20 مايو، تأكد أن الجيش دخل نوى من الغرب والشرق، مع اندلاع القتال في المدينة. وقتل ما لا يقل عن 15 جنديًا بعد الظهر وسط اشتباكات مع المتمردين في البلدة.
في 22 مايو، أدى هجوم بقذائف الهاون على خيمة حيث تجمع ما يقرب من 100 من أنصار الحكومة والمدنيين في المدينة لمناقشة الانتخابات الرئاسية المقبلة في 3 يونيو، إلى مقتل ما لا يقل عن 21 شخصًا وإصابة عشرات آخرين. ولم يتم التحقق من من قام بالهجوم، لكن أحمد مسالمة، وهو ناشط معارض في درعا، قال إن متمردين من الجيش السوري الحر قاموا بإطلاق قذيفة هاون على خيمة في منطقة تسيطر عليها الحكومة بعد تحذير مرارًا للمدنيين بالبقاء بعيدًا.
في 23 مايو، وفقًا للمرصد السوري لحقوق الإنسان، استولى المتمردون على حاجز للجيش غرب تل أم حوران. وبعد أربعة أيام، أفادت الأنباء أن فوزي أيوب، وهو قائد كبير في حزب الله على قائمة مكتب التحقيقات الفدرالي لأكثر الإرهابيين المطلوبين، قتل أثناء القتال في نوى.

## فيما بعد
في 14 يونيو، استولى المتمردون على قاعدة تل الجموع الاستراتيجية، الواقعة بين تسيل ونوى، بعد حصار وأسروا 10 مقاتلين موالين للحكومة أثناء القتال.
في 15 يوليو، أعلنت عدة تشكيلات متمردة بدء عملية ضد منشآت عسكرية في منطقة الشيخ سعد. في وقت لاحق من ذلك اليوم، وفقا للمرصد السوري لحقوق الإنسان، تمكن المتمردون من الاستيلاء على قاعدة كتيبة النقل، قاعدة الكتيبة 26 وقاعدة كتيبة دبابات (كلهم ينتمون إلى مجمع قاعدة اللواء 61) في الشيخ سعد. وفي اليوم التالي، أعلنت 13 جماعة متمردة عن تشكيل غرفة عمليات واحدة لمحافظة درعا.
في 20 يوليو، أعلنت عدة جماعات متمردة بدء معركة «قطع الوتين» في محافظة درعا. قتل 13 مقاتلًا من المتمردين في اليوم الأول من العملية.
في 26 أغسطس، قتل ما لا يقل عن 30 مقاتلا من المتمردين في كمين نصبه الجيش بالقرب من بلدة الحارة. وتمكن المتمردون من السيطرة على بلدة زمرين القريبة، لكنهم لم يتمكنوا من التقدم نحو الحارة وقاعدتها العسكرية.
وفي أغسطس أيضًا، حملت القبائل البدوية في محافظة السويداء الشمالية الشرقية السلاح ضد الجيش السوري وقوات الدفاع الوطني. وسقطت بلدة إيب في منطقة لاجات في أيدي المتمردين. وعزز مقاتلون من جبهة النصرة مواقع المتمردين في المنطقة بعد أن استعادت وحدات قوات الدفاع الوطني قرى داما ودير داما من المتمردين البدو. أما قذائف الهاون فكانت لا تزال موجهة إلى المدن، على يد المقاتلين المتمردين.
في 10 سبتمبر، حشد الجيش السوري أيضا تعزيزات للتحرك نحو مدن الحارة والصنمين وجدية وزمرين التي تسيطر عليها الحكومة في محافظة درعا.